# Залізне
Залі́зне (до 1921 — хутір Нелі́півський; до 2016 — місто Арте́мове) — місто у Торецькій міській громаді Бахмутського району Донецької області, Україна. Входить до Горлівсько-Єнакієвської агломерації. Відстань до Торецька автошляхом місцевого значення становить близько 6 км.

## Історія
Місто відоме з 1894 року як хутір Неліпівський. У липні 1905 року гірники Неліпівського рудника (пізніше шахта імені Артема) провели страйк, у якому взяли участь понад 100 гірників. У квітні 1916 року на Неліпівському руднику страйкувало понад 5 тисяч робітників. Радянська влада, встановлена 1917 року, головою ради робітничих депутатів обрала ударника М. І. Дубового.
У квітні 1920 року хутір відвідав Артем (Ф. Сергєєв), який закликав гірників Неліпівського рудника взяти участь у відновленні Центральної шахти. Після смерті Артема рудник перейменований в шахту імені Артема, а 1921 року і сам хутір перейменовано на честь Артема. Статус міста хутір отримав 1938 року.
У боях Другої світової війни взяли участь близько 3 тисяч артемівців, з них 1217 — загинули, 1648 бійців нагороджені орденами і медалями. 1960 року на братських могилах міста встановлено 2 пам'ятники загиблим воїнам — у дворі загальноосвітньої школи № 13 і біля будівлі Будинку культури.
8 грудня 2014 року проросійські терористи на чолі з полковником ФСБ російської федерації Ігорем Гіркиним відкрили по місту вогонь з наявної у них артилерії, та влучили у міську школу. В приміщенні знаходилося близько 50 дітей, яких вчитель сховав у підвалі, одна дитина зазнала осколкового поранення.
Через небажання мати більше щось спільне з радянською владою та її правоприємницею російською федерацією, постановою Верховної Ради України № 1377-VIII від 19.05.2016 місто перейменоване на Залізне.
З осені 2024 року місто Залізне захоплене російськими окупаційними військами.

## Населення
Населення міста згідно з переписом 2001 року становило 6725 мешканців, на початок 2004 року — 6,4 тис. мешканців. Від 1970 року населення міста скоротилося вдвічі: люди виїжджають, оскільки вибір місць роботи невеликий.

### Національний склад
Розподіл населення за національністю за даними перепису 2001 року:
| Національність  | Відсоток |
| --------------- | -------- |
| українці        | 53.68%   |
| росіяни         | 43.13%   |
| білоруси        | 1.91%    |
| татари          | 0.28%    |
| молдовани       | 0.23%    |
| вірмени         | 0.15%    |
| інші/не вказали | 0.62%    |

### Мова
Розподіл населення за рідною мовою за даними перепису 2001 року:
| Мова            | Кількість | Відсоток |
| --------------- | --------- | -------- |
| російська       | 5419      | 82.82%   |
| українська      | 1096      | 16.75%   |
| білоруська      | 13        | 0.20%    |
| вірменська      | 7         | 0.11%    |
| румунська       | 2         | 0.03%    |
| інші/не вказали | 6         | 0.09%    |
| Усього          | 6543      | 100%     |

За даними перепису 2001 року населення міста становило 6543 осіб, із них 16,75 % зазначили рідною мову українську, 82,82 % — російську, 0,20 % — білоруську, 0,11 % — вірменську, 0,03 % — молдовську.

## Економіка

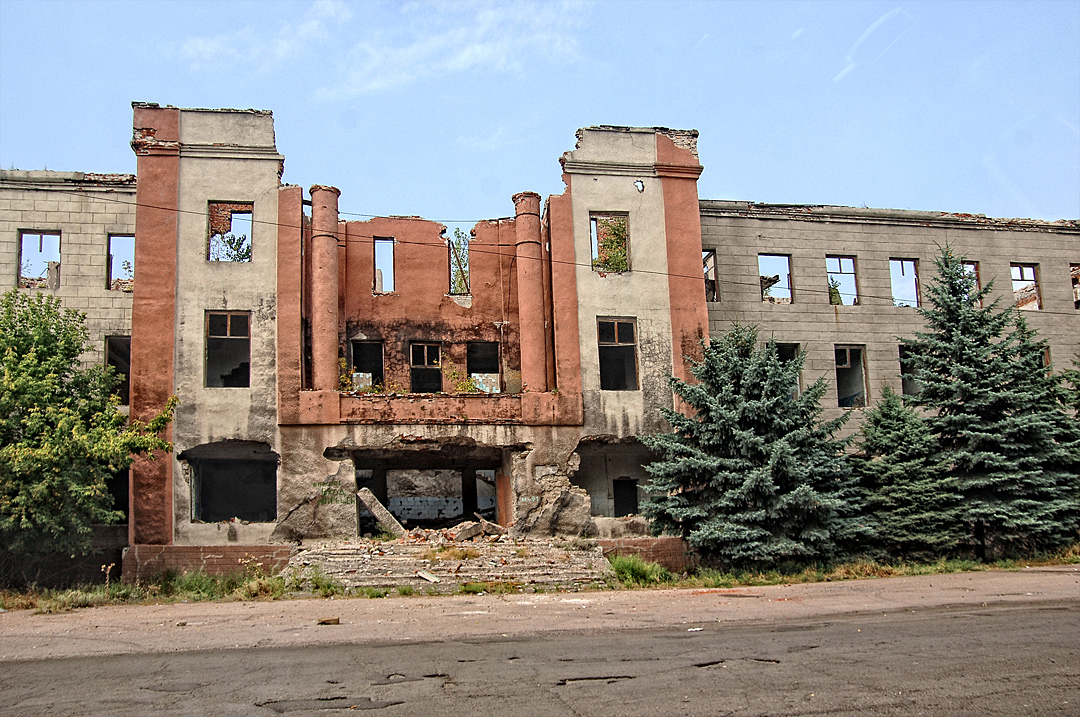
Руїни закритої шахти імені Артема

Видобуток кам'яного вугілля (шахта імені Артема ДП «Торецьквугілля» — закрита). Понад 50 % зайнятих у народному господарстві працюють у вугільній промисловості — на шахті «Південна» (ДП «Торецьквугілля»), розташовані у смт Південному.
На майданчику закритої шахти імені Артема планується створення підприємства «ДзержинськЕкоЕнергоРесурс» із технологічним комплексом по переробки вуглевмісних відходів з муловідстійника збагачувальної фабрики «Дзержинська». На основі видобутих із відходів корисних компонентів будуть вироблятися високоякісні брикети для ТЕС і концентрат вугілля марки КЖ для коксохімії.

## Транспорт
Розташоване за 6 км від залізничної станції Магдалинівка Донецької залізниці. До початку 2000-х років через місто проходив тролейбусний маршрут № 1 міста Торецька. До початку повномасштабного вторгнення россійсько-фашистських загарбників Залізне та Торецьк сполучали лише маршрутні таксі.

## Визначні місця
- Дзержинський професійний гірничий ліцей
- Клуб шахти «Південна»
- загально-освітня школа № 13.
- міська лікарня № 1

## Соціальна сфера
Місто має загальноосвітню школу, дитячий садок, професійний гірничий ліцей, територіальне медичне об'єднання, станцію швидкої допомоги.

## Постаті
- Казарін Владислав Вадимович (1994—2016) — солдат Збройних сил України, учасник російсько-української війни.